# Mainhardter Wald
Der Mainhardter Wald ist eine bis 586,9 m ü. NHN hohe Mittelgebirgslandschaft in den Landkreisen Schwäbisch Hall und Heilbronn, dem Hohenlohekreis und dem Rems-Murr-Kreis in Baden-Württemberg (Deutschland). Benannt ist der Mainhardter Wald nach der in seiner Mitte gelegenen Gemeinde Mainhardt.

## Geographie

### Lage
Der Mainhardter Wald liegt im Norden der naturräumlichen Einheit Schwäbisch-Fränkische Waldberge. Er ist eine der fünf Waldregionen des Naturparks Schwäbisch-Fränkischer Wald, der den Westteil der Schwäbisch-Fränkischen Waldberge größtenteils umfasst.
Die bewaldete Berglandschaft (Waldanteil: 47 %) liegt etwa 50 km nordöstlich von Stuttgart und etwa 35 km östlich von Heilbronn (jeweils Luftlinie). Sie erstreckt sich ungefähr zwischen Pfedelbach im Norden, Michelfeld im Nordosten, Gaildorf im Südosten, Sulzbach an der Murr im Südwesten sowie Wüstenrot im Nordwesten und nimmt dabei die von den Löwensteiner Bergen nach Osten hin sich abflachende Hochebene ein. 
Im Norden grenzt der Mainhardter Wald an die Hohenloher Ebene, im Nordosten an die Waldenburger Berge, im Osten an die Limpurger Berge, im Südosten an die nördlichen Ausläufer von Frickenhofer Höhe und Welzheimer Wald, im Süden an den Murrhardter Wald und an die Löwensteiner Berge im Westen.

### Berge
Die höchste Erhebung des Mainhardter Walds ist die zwischen den Großerlacher Ortsteilen Erlach und Grab gelegene Hohe Brach (586,9 m). Zu seinen Bergen gehört auch das Steinknickle (527,1 m) bei Wüstenrot. Bei Großerlach bietet die unbewaldete Kuppe des Altwalds (552,3 m) einen Blick weit über die Schwäbisch-Fränkischen Waldberge hinaus. Auf der bewaldeten Kuppe des Flinsbergs (auch Flehnsberg) (535 m) bei Oberrot treten mächtige Feuersteinklötze zu Tage. Im Südosten läuft der Mainhardter Wald zwischen den Tälern von Rot und Kocher im Bergkamm des Kirgels (459,4 m) aus, auf dem der Kernerturm Aussicht bietet. An seinem Ostrand steht bei Westheim über dem Kochertal der Steinbühl (486,5 m).

### Fließgewässer
Den Mainhardter Wald entwässern nach Norden die Flüsse Ohrn und Brettach, die beide zum unteren Kocher streben, der Bernbach, ein kleinerer südlichen Zufluss zur Brettach selbst, sowie nach Osten die Rot, die dem oberen Kocher zufließt, und nach Süden kleinere Zuflüsse der Murr.

## Geschichte

### Limes
Den Mainhardter Wald durchquerte kerzengerade von Südsüdost nach Nordnordwest der Limes auf der Linie Murrhardt–Mainhardt–Gleichener See. Er teilte den Mainhardter Wald in römisches Terrain im Westen und alemannisches Gebiet im Osten.
Im Dorf Mainhardt wurden die Überreste eines römischen Kastells bei Ausgrabungen gefunden.
In der Nähe der Ortschaft Seehäuser bei Gailsbach wurde am Limesverlauf ein hölzerner römischer Wachturm an historischer Stelle nachgebaut und ist dort zu besichtigen.
Im Talgrund der Rot, unterhalb Hüttens wurde in unmittelbarer Nähe der ehemaligen Hankertsmühle ein römisches Kleinkastell entdeckt, das nach der Mühle Kleinkastell Hankertsmühle benannt wurde.
In Pfedelbach-Gleichen findet man die Überreste eines Sechseckturms. Um den einstigen Turm herum, von dem der Sockel sichtbar ist, zeichnen sich Graben und Wall noch gut im Gelände des Gleichener Waldes ab. Digitale Geländemodelle, die auf Basis von im Jahr 2009 bei Lidar-Messflügen erhobenen Daten erzeugt wurden, zeigen im Bodenrelief in der Nähe des Gleichener Sees zwei Bauwerke, es könnten dem Grundriss nach römische Kleinkastelle sein. Der Obergermanisch-Raetische Limes ist ein Bodendenkmal und seit 2005 Weltkulturerbe der UNESCO.

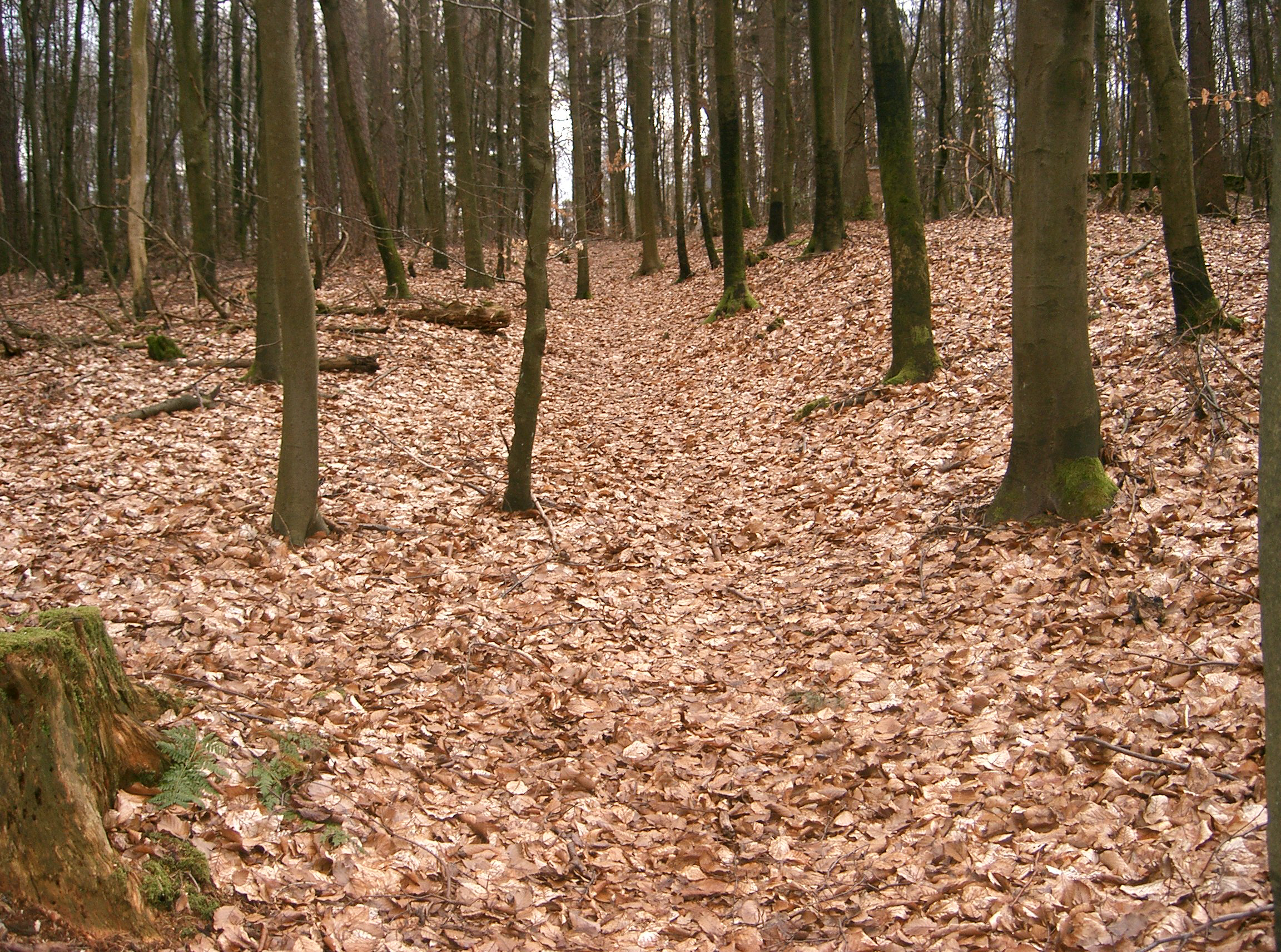
Limes in Pfedelbach-Gleichen
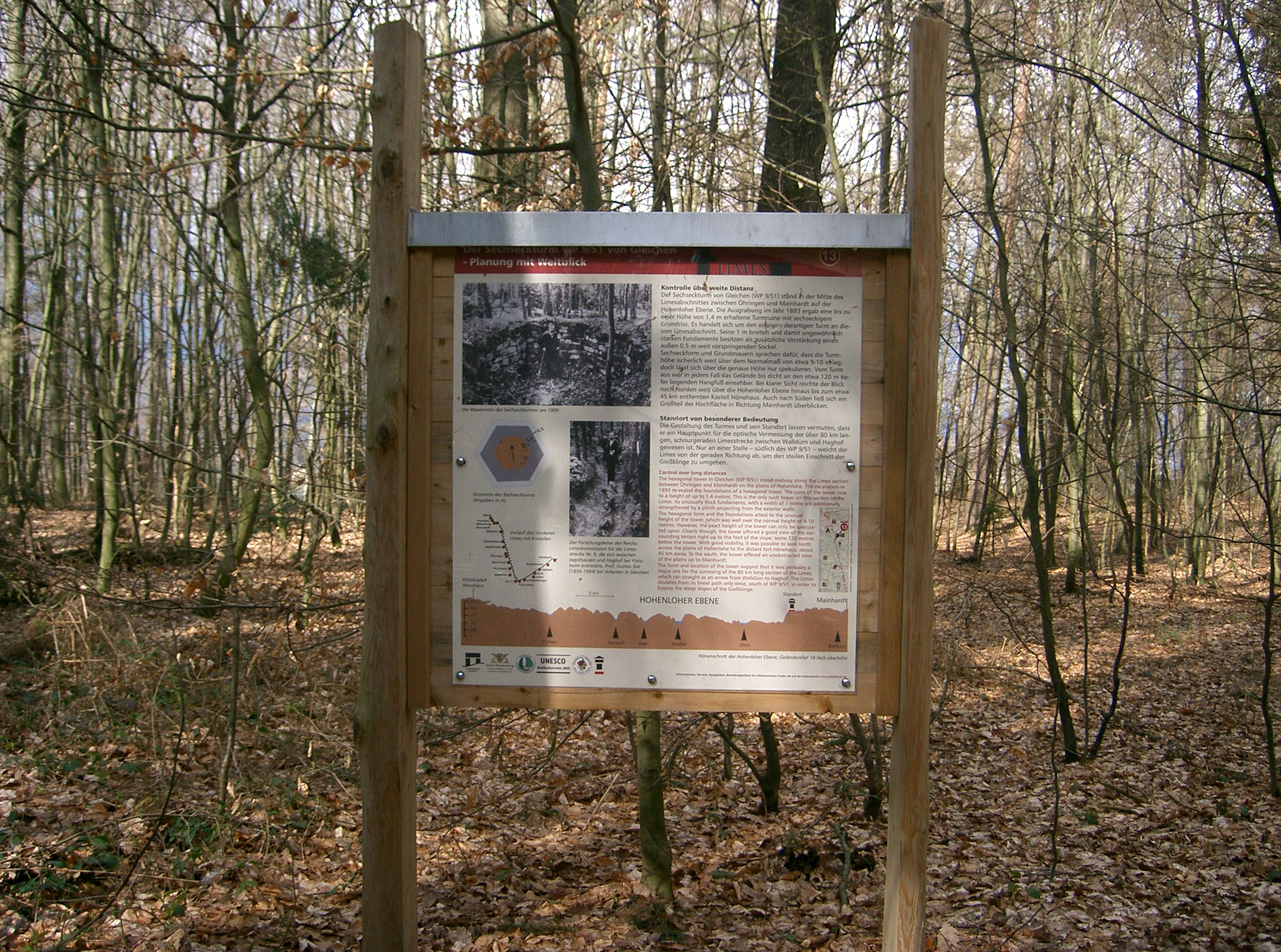
Informationstafel des Limes-Lehrpfades am Sechseckturm in Gleichen
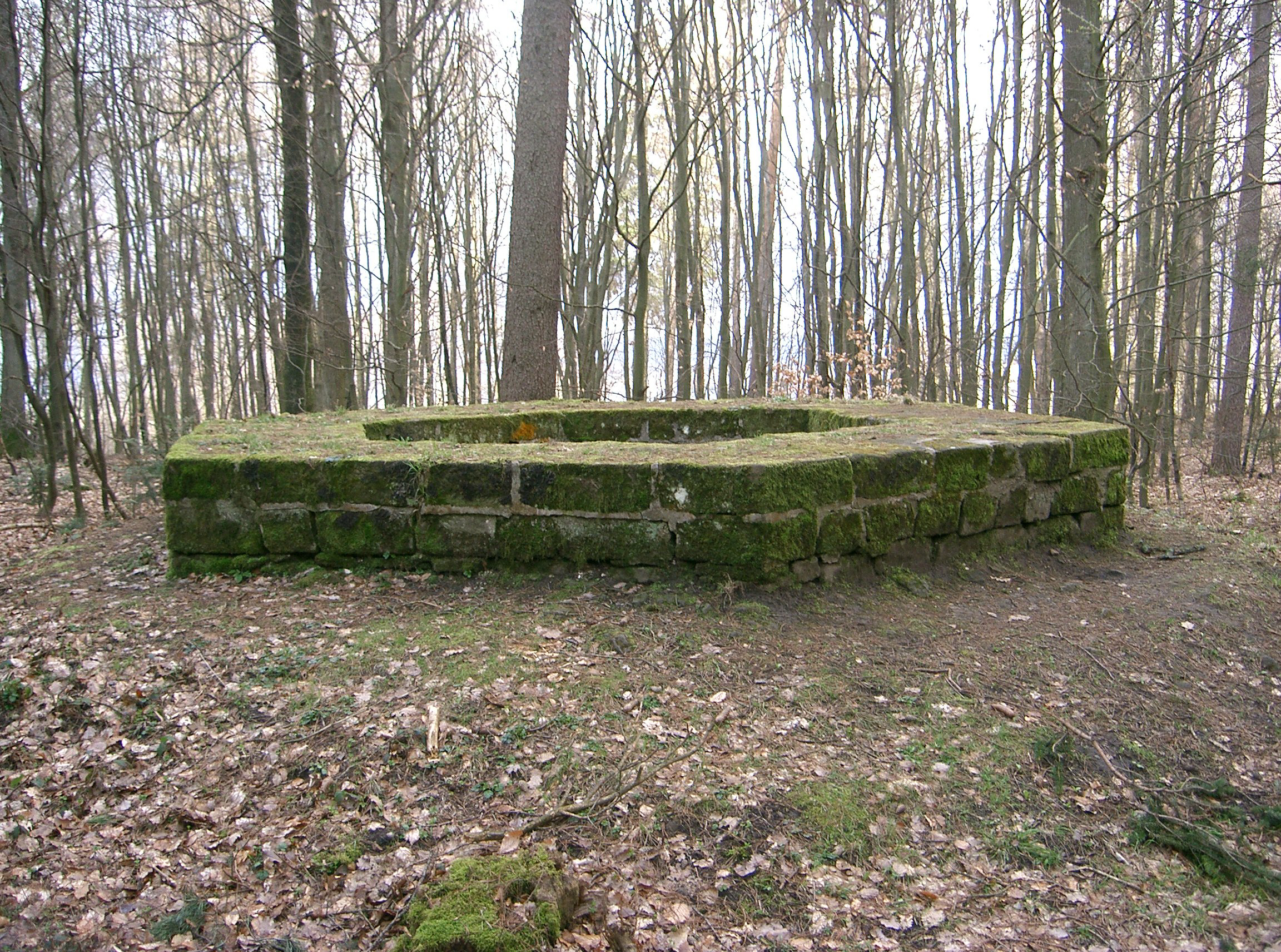
Fundament des Sechseckturms (WP 51) in Gleichen
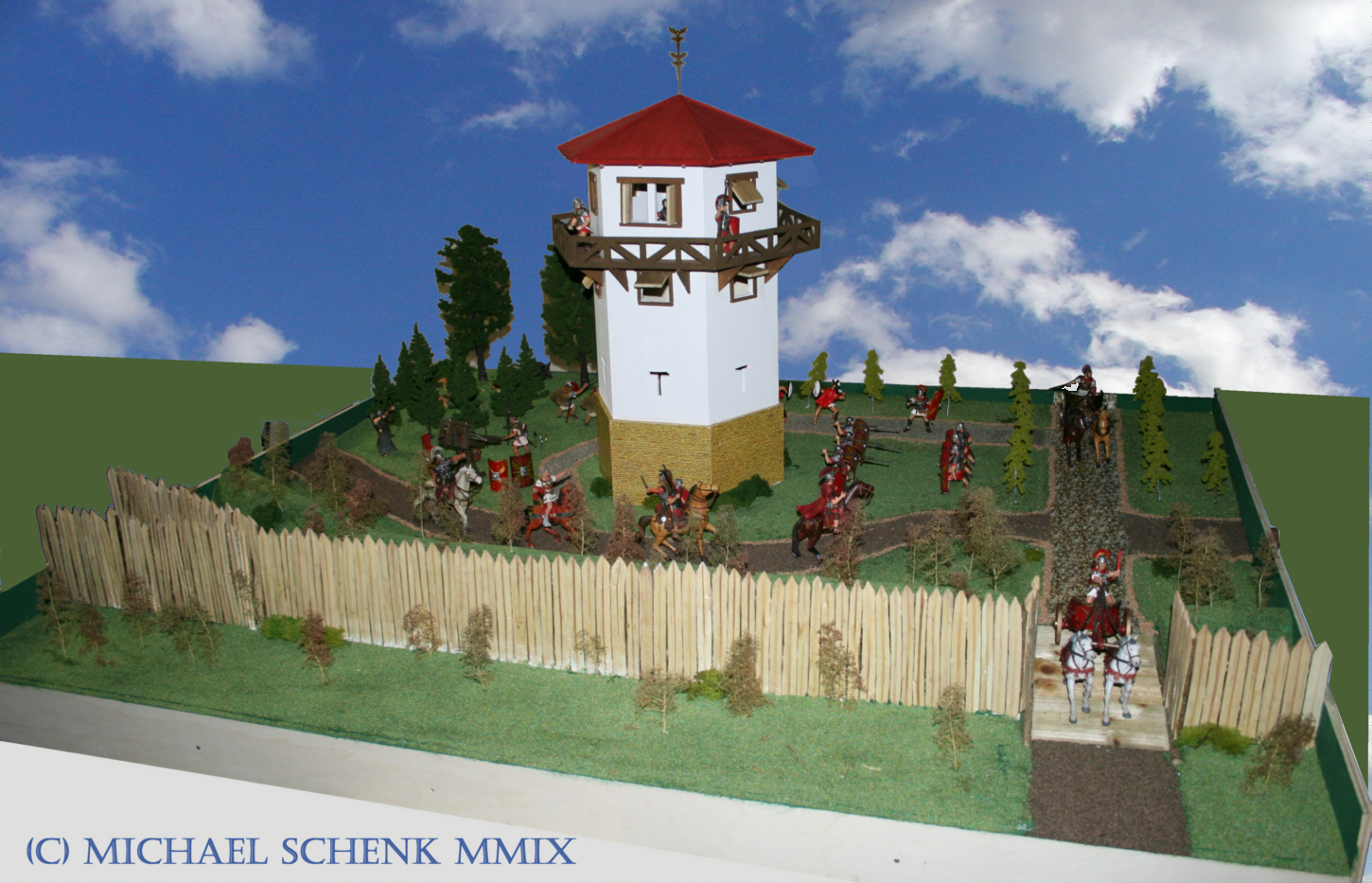
Diorama des Sechseckturms von Michael Schenk

### Glasmacher

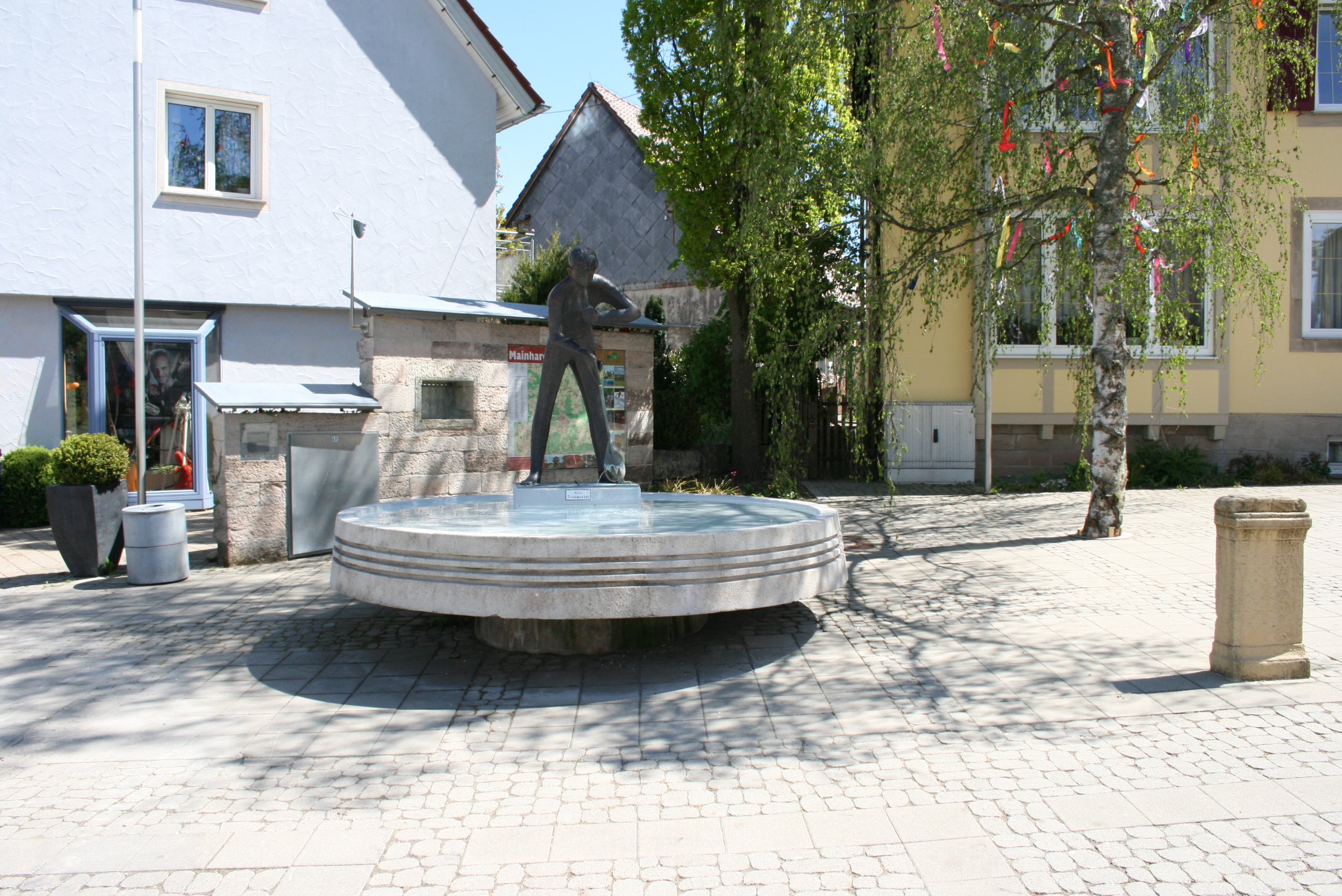
Der Glasmacherbrunnen vor dem Rathaus in Mainhardt

Zur Besiedelung und landwirtschaftlichen Nutzbarmachung des Mainhardter Waldes haben die Waldglashütten im Mittelalter wesentlich beigetragen.
Die bewaldeten Berge sind zerklüftet und unfruchtbar und waren nur schwer zugänglich. Selbst der Holzreichtum war für die Landesherren wirtschaftlich kaum nutzbar, da Forstarbeiter, die man dafür hätte ansiedeln müssen, sich dort nicht ausreichend selbst versorgen konnten. Erst der Pottasche- und Brennstoffhunger der Waldglashütten machte die einsamen Wälder wirtschaftlich verlockend.
Aus Böhmen kommend, ließen sich wandernde Hüttmeister mit ihrem Hüttenvolk (Glasmachern) in bewaldeten, abgelegenen Regionen nieder, wo sie ihre wichtigsten Rohstoffe, Sand und Brennholz, geradezu vor der Haustür fanden. Die Landesherren förderten die Ansiedlung der Glashütten, da sie am Gewinn der Glasmeister kräftig mitverdienten und obendrein ihre unwegsamen Wälder teilweise gerodet und damit für eine landwirtschaftliche Nutzung geöffnet wurden. Die Hüttenstandorte entwickelten sich oft zu kleinen Ortschaften und Dörfern, wo sich dann auch Bauern niederließen.
Viele der im Mainhardter Wald anzutreffenden Orts- und Flurnamen zeugen noch heute von der Glasherstellung und den damaligen Hüttenstandorten, so die Ortsnamen Hütten, Aschenhütte bei Hütten und Aschenhütte bei Stock, Scherbenmühle, Neuhütten, Alt- und Neufürstenhütte und etliche mehr.

### Die Räuber vom Mainhardter Wald

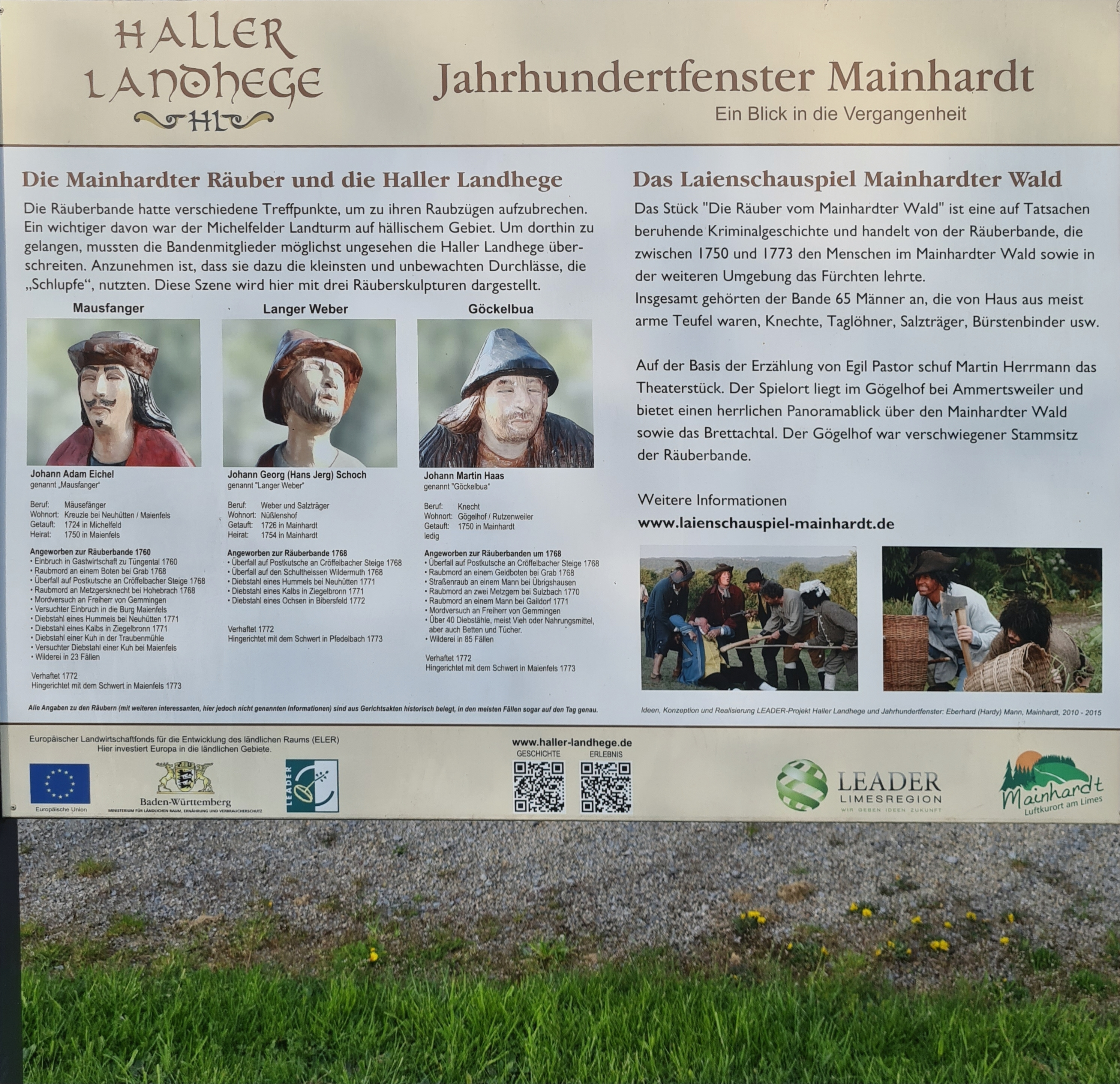
Die Räuber auf einer Infotafel am „Jahrhundertfenster Mainhardt“ der Haller Landhege

Im Mittelalter trafen sich zwei wichtige Handelswege im Mainhardter Wald bei Hohenehgarten: Der eine kam von Stuttgart und folgte dem Verlauf der heutigen Bundesstraße 14 über Sulzbach und Großerlach. Der andere kam aus Heilbronn über Weinsberg, Löwenstein, Finsterrot und Ammertsweiler auf der Trasse der heutigen B 39. Ab Mainhardt führten sie vereint nach Schwäbisch Hall und von dort weiter nach Nürnberg.
Gegen Ende des 18. Jahrhunderts machte einige Jahre lang eine Räuberbande den Mainhardter Wald unsicher, die Reisende und Handelszüge überfiel. Oberhaupt dieser Bande war Heinrich Weiß, Inhaber der Herberge Waspenhof bei Mainhardt. Weiß, seines Zeichens Wirt, herzoglich-württembergischer Zoller in Neuhaus oder auch Neuwirtshaus und zudem Gemeinderat, nahm selbst an den Räubereien nicht in Person teil, sondern agierte im Hintergrund als Bandenchef, Diebswirt und Hehler. Die Bande bestand aus drei Rotten, der Ammertsweiler, der Neuhütter und der Fuchsschwänzer Rotte. Im Jahr 1772 verriet der in Haft genommene Martin Haas vom Gögelhof unter der Folter die Bande. Den insgesamt 68 Angeklagten wurden Diebstähle, Post- und Straßenraub und Mordtaten nachgewiesen. 16 der Angeklagten wurden 1773 in Pfedelbach mit dem Schwert geköpft, ihre Körper durch ein Rad geflochten und die Köpfe auf den Pfahl gesteckt. Sieben Todesurteile wurden in Maienfels verkündet und vollzogen. Sieben Räuber überlebten die Vernehmungen nicht.

## Wirtschaft
Das moderne Gesicht des Mainhardter Waldes wurde nach dem Zweiten Weltkrieg maßgeblich durch die Tätigkeit von Willi Gayler (1906–2001), von 1948 bis 1971 Leiter des Staatlichen Forstamtes Mönchsberg, geprägt. Der Forstmann setzte dort konsequent die waldbaulichen Grundsätze der Arbeitsgemeinschaft Naturgemäße Waldwirtschaft (ANW) um.
Im Mainhardter Wald befindet sich eines der größten Sägewerke Europas, das Werk Oberrot der Klenk Holz AG. Holzverarbeitende Betriebe wie Sägewerke und Meterstabherstellung sind genauso im Rückzug wie die Vollerwerbs-Landwirtschaft. Die Elektrobranche findet Absatz bei den in Hohenlohe verbreiteten Verpackungsmaschinen-Herstellern.
Die Region ist Naherholungsgebiet für die Ballungsgebiete Stuttgart, Ludwigsburg und Heilbronn. Auf mittlere Sicht erwartet man ein Wachstum der Tourismusbranche im Mainhardter Wald. Die Erhebung des Obergermanisch-Rätischen Limes zum Weltkulturerbe am 17. Juli 2005 durch die UNESCO machte die Region noch attraktiver.

## Kultur
Der Mainhardter Wald wurde schon im 18. Jahrhundert von Malern der „Stuttgarter Schule“ besucht. Ein Merian-Heft aus dem Jahr 1968 beschreibt ihre Wege, die in Vergessenheit geraten sind.
Eine Laienspielgruppe in Mainhardt bringt die Mainhardter Räuber am Originalschauplatz Gögelhof als sogenanntes Stationentheater auf sieben Bühnen zur Aufführung. In Großhöchberg und Spiegelberg wird das Räuberthema ebenfalls theatralisch aufgegriffen.

## Freizeit
In Großerlach befindet sich ein Skilift mit Flutlichtanlage. Zwischen Mainhardt und Grab werden im Winter einige Langlaufloipen gespurt. Am Starkholzbacher See, am Waldsee bei Fornsbach sowie am Diebachsee bei Fichtenberg bestehen verschiedene Freizeiteinrichtungen.